# David Bamber
David James Bamber (19 de septiembre de 1954) es un actor inglés de cine, teatro y televisión.

## Biografía
David es asociado del prestigioso RADA.
En 1983 se casó con la actriz Julia Swift, con quien tiene dos hijos: Theo (1991) y Ethan Bamber (1998).

## Carrera
David ha participado en numerosas obras de teatro como Wednesday, Progress, The Glee Club, Kissing God, The Soldier's Fortune, Master Class, Three Birds Alighting on a Field, My Night whit Reg, Search and Destroy, Karate Billy Comes Home, Three Birds Alighting On A Field, Joseph and the Amazing Technicolour Dreamcoat, entre otras... 
En 1995 ganó el premio de teatro Laurence Olivier en la categoría como Mejor actor, por su interpretación en la obra My Night with Reg.
David ha participado en exitosas series británicas como EastEnders, The Bill, Poirot, Casualty, Hotel Babylon, Midsomer Murders, Robin Hood y en Doctors.
En el 2005 se unió al elenco de la miniserie Beethoven donde interpretó a Karl Max Fürst von Lichnowsky, un diplomático y autor alemán. Ese mismo año se unió al elenco principal de la serie Roma donde interpretó a Marcus Tullius Cicero, un político moderado y sabio que tiene como desafío salvar a la República tradicional de las ambiciones de varios de los personajes de la serie hasta el 2007. 
En el 2008 interpretó al dictador Hitler en la película Valkiria, donde un grupo de oficiales conspiran para matarlo.
En el 2011 apareció como personaje invitado en la serie Los Borgia donde interpretó a Theo, el exesposo de Vannozza dei Cattanei (Joanne Whalley), la pareja del Papa Alejandro VI (Jeremy Irons).

## Filmografía seleccionada

### Películas
| Año  | Título                             | Personaje              | Notas                                                           |
| ---- | ---------------------------------- | ---------------------- | --------------------------------------------------------------- |
| 1995 | Heavy Weather                      | P. Frobisher Pilbeam   | junto a Peter O'Toole y Richard Briers                          |
| 2000 | The Railway Children               | Dr. Forrest            | junto a Jenny Agutter y Clare Thomas                            |
| 2002 | The Bourne Identity                | Consulado Clerk        | junto a Matt Damon                                              |
| 2002 | Gangs of New York                  | Pasajero en el Autobús | junto a Leonardo DiCaprio, Daniel Day-Lewis y Liam Neeson       |
| 2003 | Pollyanna                          | Reverendo Ford         | junto a Pam Ferris y Kate Ashfield                              |
| 2003 | I Capture the Castle               | Vicario                | junto a Bill Nighy y Rose Byrne                                 |
| 2006 | Miss Potter                        | Fruing Warne           | junto a Renée Zellweger, Ewan McGregor y Emily Watson           |
| 2007 | I Am Bob                           | Imitador de Bob Geldof | corto - junto a Bob Geldof                                      |
| 2008 | Valkyrie                           | Adolf Hitler           | junto a Tom Cruise, Kenneth Branagh y Bill Nighy                |
| 2010 | Hepzibah - Sie holt dich im Schlaf | Dr. Wagner             | junto a Eleanor Tomlinson                                       |
| 2010 | The King's Speech                  | Director de Teatro     | junto a Colin Firth, Derek Jacobi y Helena Bonham Carter        |
| 2020 | Enola Holmes                       | Sir Whimbrel Tewksbury | junto a Millie Bobby Brown, Henry Cavill y Helena Bonham Carter |

### Series de televisión
| Año             | Título                      | Personaje              | Notas                                      |
| --------------- | --------------------------- | ---------------------- | ------------------------------------------ |
| 2017 - presente | Gunpowder                   | Earl de Northumberland | miniserie                                  |
| 2017 - presente | Snatch                      | "Staff"                | 4 episodios                                |
| 2017            | Tina and Bobby              | Alf Ramsey             | 3 episodios - miniserie                    |
| 2016            | Medici: Masters of Florence | Papa Eugenius IV       | 3 episodios                                |
| 2016            | Victoria                    | Duque de Sussex        | 2 episodios                                |
| 2016            | Plebs                       | Strabo                 | episodio "The Weatherist"                  |
| 2016            | Camping                     | Noel                   | 4 episodios                                |
| 2016            | Midsomer Murders            | Daniel Fargo           | episodio "A Dying Art"                     |
| 2015            | Doctors                     | Prof. Jeremy Burroughs | episodio "In the Presence of Beauty"       |
| 2015            | Death in Paradise           | Alan Butler            | episodio # 4.3                             |
| 2015            | Father Brown                | Walter Hubble          | episodio "The Curse of Amenhotep"          |
| 2014            | Doctor Who                  | Alf Ramsey             | episodio "Mummy on the Orient Express"     |
| 2014            | Casualty                    | Anthony Kingston       | episodio "In the Name of Love"             |
| 2013            | What Remains                | Joe                    | 4 episodios                                |
| 2013            | Blandings                   | Herr Schnellhund       | episodio "Company for Gertrude"            |
| 2012            | The Paradise                | Charles Chisholm       | episodio # 1.7                             |
| 2012            | The Hollow Crown            | Shallow                | episodio "Henry IV, Part 2" - miniserie    |
| 2009, 2011      | Psychoville                 | Robin                  | 4 episodios                                |
| 2011            | The Borgias                 | Theo                   | 2 episodios                                |
| 2009            | Collision                   | Sydney Norris          | 4 episodios - miniserie                    |
| 2009            | Hotel Babylon               | Robert Carrick         | 2 episodios                                |
| 2009            | Midsomer Murders            | Anthony Prideaux       | episodio "The Black Book"                  |
| 2009            | EastEnders                  | Bernard                | episodio del 24 de junio                   |
| 2007            | Robin Hood                  | Doctor Blight          | episodio "Ducking and Diving"              |
| 2007            | The Bill                    | Howard Gould           | episodio "Diamonds Are Deadly"             |
| 2007            | New Tricks                  | Dale Hewson            | episodio "Nine Lives"                      |
| 2005 - 2007     | Rome                        | Marcus Tullius Cicero  | 15 episodios                               |
| 2005            | Beethoven                   | Prince Lichnowsky      | 2 episodios - miniserie                    |
| 2002            | Daniel Deronda              | Lush                   | 3 episodios - miniserie                    |
| 2002            | Casualty                    | Dr. Martin Campbell    | episodio "Scapegoat"                       |
| 1997            | Chalk                       | Eric Slatt             | 12 episodios                               |
| 1995            | Pride and Prejudice         | Mr. Collins            | 5 episodios                                |
| 1991            | Agatha Christie's Poirot    | Bernard Parker         | episodio 07 Temporada 03 "The Double Clue" |
| 1986            | Call Me Mister              | Fred Hurley            | 10 episodios                               |
| 1983            | Juliet Bravo                | Mr. Saddlethwaite      | episodio "Mates"                           |

### Teatro
| Año         | Obra                             | Personaje            | Director      | Teatro                 | Notas                                               |
| ----------- | -------------------------------- | -------------------- | ------------- | ---------------------- | --------------------------------------------------- |
| 2007        | The Soldier's Fortune            | Sir Jolly Jumble     | David Lan     | Young Vic Theatre      | junto a Anne-Marie Duff, Ray Fearon y Oliver Ford   |
| 2007 - 2008 | Absurd Person Singular           | Sidney               | -             | Theatre Royal          | -                                                   |
| 2005        | Otherwise Engaged                | Bernard              | Simon Curtis  | Criterion Theatre      | junto a Richard Grant, Anthony Head & Liam Garrigan |
| 2003        | The Lisbon Traviata              | Mendy                | -             | King's Head Theatre    | -                                                   |
| 2003        | Where There's A Will             | Savinet              | -             | -                      | -                                                   |
| 2002        | Peter Pan (musical)              | Smee                 | -             | Royal Festival Hall    | -                                                   |
| 2001        | On The Razzle                    | -                    | -             | Chichester Festival    | -                                                   |
| 1999        | Honk!                            | Greylag              | -             | National Theatre       | -                                                   |
| 1999        | The Merchant of Venice           | Antonio              | -             | National Theatre       | -                                                   |
| 1999        | Troilus & Cressida               | Pandarus             | -             | National Theatre       | -                                                   |
| 1999        | The Royal Inspector Hound        | Moon                 | -             | -                      | -                                                   |
| 1999        | Black Comedy                     | Harold               | -             | -                      | -                                                   |
| 1997        | The Cocktail Party               | Edward               | Philip Franks | King's Theatre         | junto a Simon Jones & Maggie Steed                  |
| 1996        | Peter Pan                        | Cp. Hook/Mr. Darling | -             | West Yorkshire Theatre | junto a Anne-Marie Duff y John Padden               |
| 1994        | Schippel the Plumber             | Herr Hiketier        | Jeremy Sams   | Greenwich Theatre      | junto a James Saxon & Sefan Bednarczyk              |
| 1994        | My Night whit Reg                | Guy                  | -             | -                      | -                                                   |
| -           | Joseph and the Amazing...        | -                    | -             | Palace Theatre         | (musical)                                           |
| 1993        | Search and Destroy               | Martin               | -             | Royal Court Theatre    | -                                                   |
| 1992        | Karate Billy Comes Home          | Waldemar             | -             | Royal Court Theatre    | -                                                   |
| 1991        | Three Birds Alighting on a Field | Yoyo/Mr. Boreman     | -             | Royal Court Theatre    | junto a Harriet Walter & Patti Love                 |
| 1990        | Racing Demon                     | Streaky Bacon        | -             | National Theatre       | -                                                   |
| 1990        | The Wind in the Willows          | Mole                 | -             | National Theatre       | -                                                   |
| 1989        | Batholemew Fair                  | Littlewit            | -             | National Theatre       | -                                                   |
| 1989        | Hamlet                           | Horatio              | -             | National Theatre       | -                                                   |
| 1988        | The Strangeness of Others        | Charlie              | -             | National Theatre       | -                                                   |
| 1986        | Byrthrite                        | -                    | -             | Royal Court Theatre    | -                                                   |
| 1984        | Kissing God                      | -                    | -             | Hampstead Theatre      | -                                                   |
| 1983 - 1984 | Master Class                     | Shostakovich         | Justin Greene | Wyndham's Theatre      | junto a Timothy West & Peter Kelly                  |
| 1982        | The Oresteia                     | -                    | -             | National Theatre       | -                                                   |
| 1981        | St. Joan                         | -                    | Nancy Meckler | Cambridge Theatre      | junto a Julie Covington, Ronnie Letham & Ian Hogg   |
| 1981        | The Outskirts                    | -                    | Howard Davies | Warehouse Theatre      | junto a Illona Linthwaite & Marjorie Yates          |
| 1980        | The Arbor                        | -                    | -             | Royal Court Theatre    | -                                                   |
| -           | Heroes                           | Wires                | -             | New End Theatre        | -                                                   |

## Premios y nominaciones
| Año  | Categoría  | Premio                        | Obra              | Resultado |
| ---- | ---------- | ----------------------------- | ----------------- | --------- |
| 1995 | Best Actor | Laurence Oliver Theatre Award | My Night whit Reg | Ganó      |